# Tornjak
Tornjak är en hundras från Bosnien och Hercegovina och Kroatien. Den är en boskapsvaktare (bergshund) och vaktande herdehund. Hundar med detta namn är omnämnda i dokument från 1067 och 1374. En inventering i bergstrakterna i de båda länderna inleddes 1972 och 1978 påbörjades systematisk avel. Numerärt är rasen mycket liten, 1997 fanns endast omkring 200 hundar. Sedan 2007 är rasen interimiskt erkänd av Fédération Cynologique Internationale (FCI).